# Shigeru Ishiba
Shigeru Ishiba (石破 茂, Ishiba Shigeru, 4 de fevereiro de 1957) é um político japonês que serve como Primeiro-ministro do Japão desde 1º outubro de 2024. É também presidente do Partido Liberal Democrata (PLD), o maior partido político do seu país. Ele é membro da Câmara dos Representantes do Japão desde 1986 e serviu ainda como Ministro da Defesa de 2007 a 2008 e Ministro da Agricultura, Silvicultura e Pesca de 2008 a 2009, além de ser secretário-geral do PLD de 2012 a 2014.
Ishiba atuou como Diretor Geral da Agência de Defesa do Japão sob o primeiro-ministro Junichiro Koizumi de 2002 a 2004. Ele foi Ministro da Defesa de Yasuo Fukuda de 2007 a 2008 e Ministro da Agricultura, Florestas e Pescas de Tarō Asō de 2008 a 2009. O LDP perdeu o governo em 2009, entrando na oposição. Em 2012, ele tentou desafiar o líder da oposição Sadakazu Tanigaki para a presidência do LDP, mas foi derrotado pelo ex-primeiro-ministro Shinzo Abe. Aceitou o cargo de Secretário-Geral do LDP em 27 de setembro de 2012. De 3 de setembro de 2014 a 3 de agosto de 2016, atuou no gabinete como ministro, supervisionando a revitalização econômica regional e as políticas destinadas a reverter o declínio populacional.
Após a renúncia de Abe, Ishiba concorreu em 2020, mas ficou em terceiro lugar, atrás de Yoshihide Suga. Ishiba se recusou a concorrer na eleição de 2021, que foi vencida por Fumio Kishida. Depois que Kishida anunciou que renunciaria em 2024, ele concorreu pela quinta e última vez na eleição interna do Partido Liberal Democrata, onde derrotou Sanae Takaichi em um segundo turno, tornando-se o novo líder do partido e primeiro-ministro designado, e foi formalmente eleito primeiro-ministro do Japão pela Dieta em 1º de outubro de 2024.
Ishiba desenvolveu uma reputação de "dissidente político" devido à sua disposição em criticar seu partido, bem como às suas posições relativamente liberais em questões sociais; ele apoiou uma moção de censura contra Miyazawa em 1993 e criticou Abe durante seu segundo mandato, apesar de servir nos governos de ambos os primeiros-ministros.

## Infância
Ishiba é natural do distrito de Yazu, Tottori. Seu pai, Jirō Ishiba, foi um político e funcionário do governo que serviu como Ministro de Assuntos Internos, Vice-Ministro da Construção, Governador da Prefeitura de Tottori e membro da Câmara dos Conselheiros; sua mãe era educadora. Depois que seu pai se tornou governador da província de Tottori em 1958, a família mudou-se de Tóquio para Tottori; Ishiba não se lembra de ter vivido em Tóquio. Depois de se formar na Tottori University Junior High School, ele estudou na Keio Senior High School.
Ishiba estudou direito na Universidade Keio, graduando-se em 1979. Ele ingressou no Mitsui Bank no mesmo ano após a formatura. Ele deixou o banco após a morte repentina de seu pai em 1983.

## Carreira política
Em 1983, Ishiba iniciou sua carreira política trabalhando na secretaria do Thursday Club, uma das facções do Partido Liberal Democrata. Em 1985, aos 28 anos, foi eleito para a Câmara dos Representantes como o membro mais jovem da história japonesa.
Ishiba foi nomeado Ministro da Defesa do gabinete do Primeiro Ministro Yasuo Fukuda em 26 de setembro de 2007, servindo nesse cargo até 1 de agosto de 2008. Ishiba foi a segunda pessoa no gabinete de Fukuda a expressar crença na existência de OVNIs depois de Nobutaka Machimura. Para esse fim, ele apareceu em um programa de TV japonês que apresentava trechos dublados da série Alien Invasion do National Geographic Channel em junho de 2012.
Após a renúncia de Fukuda, Ishiba apresentou-se como candidato à presidência do PLD. Na eleição de liderança, realizada em 22 de setembro de 2008, Tarō Asō venceu com 351 dos 527 votos; Ishiba ficou em quinto e último lugar com 25 votos. No Gabinete de Aso, nomeado em 24 de setembro de 2008, Ishiba foi nomeado Ministro da Agricultura, Florestas e Pescas.
Em 2012, enquanto o LDP ainda estava na oposição, Ishiba concorreu novamente à presidência do LDP e foi derrotado por pouco por Shinzō Abe. Ele aceitou o cargo de secretário-geral em 27 de setembro de 2012. Abe o renomeou para o cargo após as eleições de dezembro de 2012, nas quais o LDP retornou ao governo.
Ele atraiu críticas consideráveis por sua declaração em novembro de 2013, que comparou os protestos públicos pacíficos contra o novo projeto de lei de sigilo apresentado por seu governo a "atos de terrorismo". Mais tarde, ele retirou o comentário.
Na remodelação do gabinete de setembro de 2014, Abe transferiu Ishiba do cargo de Secretário-Geral do LDP e nomeou-o para o recém-criado cargo de Ministro para Superar o Declínio da População e Vitalizar a Economia Local. Ele teria recusado a oferta de um cargo no gabinete responsável pela futura legislação de segurança do governo.
Apesar de ter sido um crítico vocal do partidarismo no LDP, Ishiba lançou a sua própria facção, a Suigetsukai, em 28 de setembro de 2015, com o objetivo de suceder ao primeiro-ministro em exercício, Shinzo Abe. No entanto, com 19 membros, excluindo Ishiba, faltava um membro para os 20 votos necessários para a nomeação para a liderança do LDP.
Em 2020, após a renúncia de Shinzo Abe, Ishiba concorreu à liderança do Partido Liberal Democrata, perdendo para Yoshihide Suga, ficando em terceiro lugar geral. Ishiba recusou-se a concorrer nas eleições de liderança do Partido Liberal Democrata de 2021, em vez disso endossando Taro Kono.
Ishiba é afiliado à organização ultranacionalista e de extrema direita, Nippon Kaigi.

## Interesse em questões militares
Ishiba é conhecido como “gunji otaku” (geek militar) e tem grande interesse em assuntos militares. Ele é conhecido por ter muita expertise relacionada a sistemas de armas, questões jurídicas de defesa e também gosta de construir e pintar maquetes de aeronaves e navios.
Ishiba afirmou repetidamente que acredita que o Japão precisa do seu próprio equivalente ao Corpo de Fuzileiros Navais dos Estados Unidos para poder defender as suas muitas pequenas ilhas, em 2010, quando era chefe político do LDP na oposição, e como secretário-geral do partido em março de 2013, depois que o LDP recuperou o governo.
Em 2011, Ishiba apoiou a ideia de o Japão manter a capacidade de construir armas nucleares:
Não creio que o Japão precise de possuir armas nucleares, mas é importante manter os nossos reactores comerciais porque isso permitir-nos-ia produzir uma ogiva nuclear num curto espaço de tempo... É uma dissuasão nuclear tácita.
Durante a crise norte-coreana de 2013, Ishiba afirmou que o Japão tinha o direito de desferir um ataque preventivo contra a Coreia do Norte.
Em 2017, Ishiba reiterou que o Japão deveria ter capacidade para construir armas nucleares, afirmando que “o Japão deveria ter a tecnologia para construir uma arma nuclear se assim o desejar”.

## Vida pessoal
Ishiba é um cristão protestante. Ele foi batizado aos 18 anos na Igreja Tottori da Igreja Unida de Cristo no Japão. Nos últimos anos tem participado do Café da Manhã Nacional de Oração do CBMC Evangélico. Ele também visita os túmulos budistas de seus ancestrais e adora no santuário xintoísta.
Ishiba é conhecido como "Otaku" por militares, veículos, trens e ídolo japonês. Ele ganhou as manchetes quando permitiu que um veículo das Forças de Autodefesa do Japão fosse exibido no Shizuoka Hobby Show, uma feira comercial de modelos de plástico e controlados por rádio. Quando o Ministro da Defesa russo visitou o Japão, ficou acordado a noite toda montando um modelo de plástico do "Almirante Kuznetsov".